# Đại Sơn, Chu Sơn
Đại Sơn (chữ Hán phồn thể: 岱山縣, chữ Hán giản thể: 岱山县, âm Hán Việt: Đại Sơn huyện) là một huyện thuộc địa cấp thị Chu Sơn, tỉnh Chiết Giang, Cộng hòa Nhân dân Trung Hoa. Huyện Đại Sơn có diện tích 326 km², dân số 200.000 người. Mã số bưu chính của Đại Sơn là 316200. Chính quyền nhân dân huyện Đại Sơn đóng ở số 88, đường Nhân dân, trấn Cao Đình. Về mặt hành chính, huyện Đại Sơn được chia thành 6 trấn, 1 hương.
- Trấn: Cao Đình, Đông Sa, Đại Tay, Trường Đồ, Cù Sơn, Đại Đông.
- Hương: Tú Sơn